# Abborrtjärnen (Haverö socken, Medelpad, 691400-146641)
Abborrtjärnen är en sjö i Ånge kommun i Medelpad som ingår i Ljungans huvudavrinningsområde.